# Kopshout
Kopshout is het vlak dat is ontstaan bij zaagwerk haaks op de stam van de boom.
In het kopse hout zijn eventuele groeiringen zichtbaar. Indien er in de lengterichting van de stam is gezaagd (schulpen), wordt het ontstane vlak langshout genoemd.
De kopse kant van hout heeft afwijkende eigenschappen ten opzichte van het langshout. Over het algemeen is kopshout onder meer harder en beter bestand tegen drukkrachten (zie Janka). Het uitdrogen van hout en indringen van vocht vindt sneller plaats via de kopse kant dan bij het langshout. 
Ook bij houtbewerking hoort kopshout anders benaderd te worden; het meest geschikte gereedschap is anders, zoals bij zaag- en schaafwerk. 

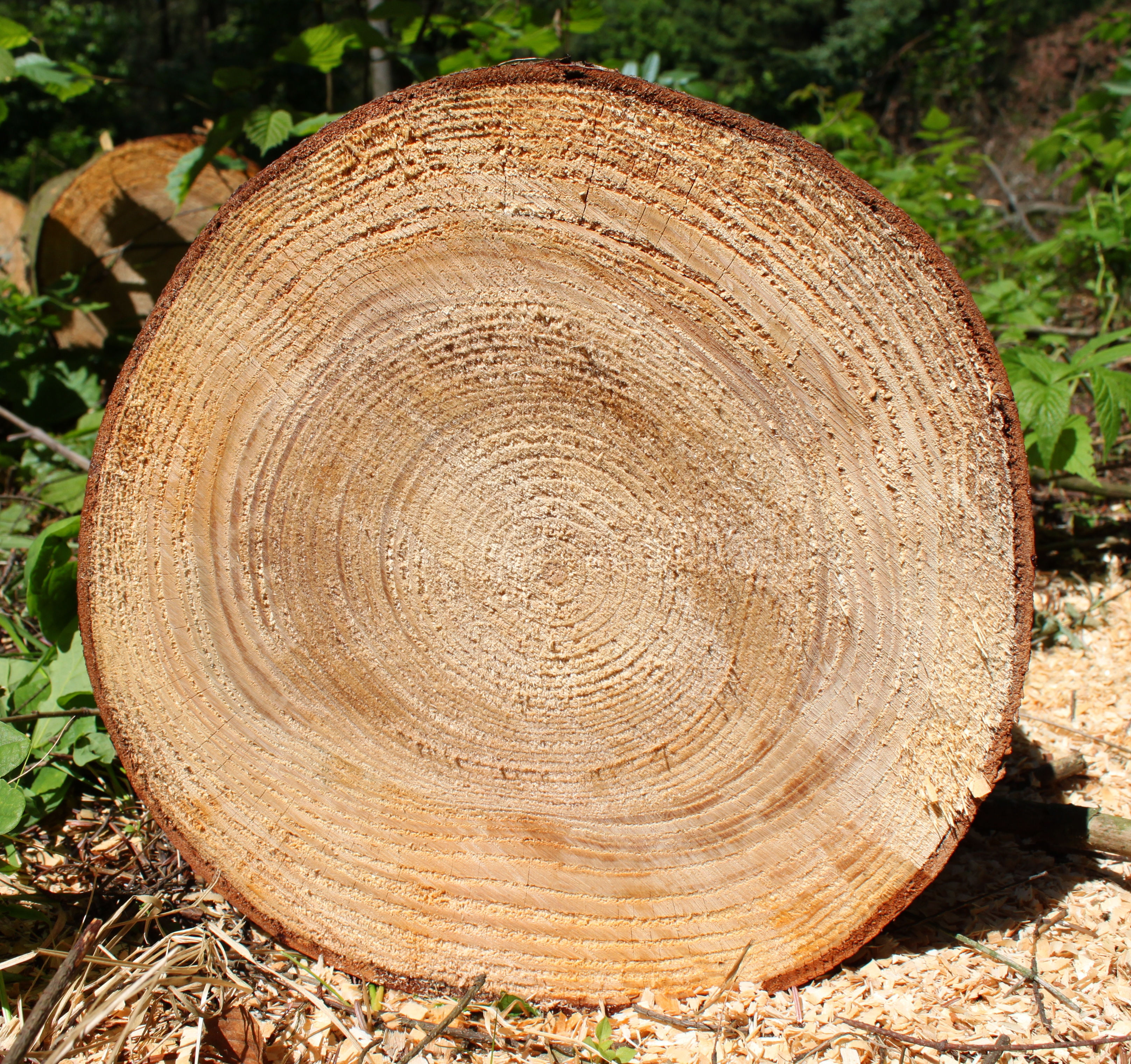
Het kopse vlak van een boomstam